# 長尾重景
長尾重景（1425年－1482年3月14日）是室町時代後期武將。越後守護代。父親是長尾賴景。上杉憲將的外玄孫。長尾為景的祖父。上杉謙信的曾祖父。

## 略歷
本來父親賴景是越後長尾氏的分家，但是越後的守護上杉房定把越後長尾氏嫡流長尾邦景和實景消滅並立分家的賴景・重景父子為守護代。
成為守護代後仕於房定並向關東出陣而立下戰功。在應仁元年（1467年）上杉顯定（房定次男）就任關東管領時，與房定一同為了幕府與古河公方和睦而奔走，在文明14年（1482年）成功為雙方講和（都鄙合體）。同年2月25日死去。後繼人是兒子能景。